# Sorrisi e litigi
Sorrisi e litigi (United States) è una serie televisiva statunitense in 13 episodi di cui 7 trasmessi per la prima volta nel corso di una sola stagione nel 1980. La serie fu cancellata durante la prima televisiva dopo sette episodi a causa degli scarsi risultati d'ascolto (si classificò al 102º posto tra i 105 programmi televisivi mandati in onda nella stagione 1979-1980).
È una sitcom incentrata sulle vicende della famiglia Chapin che vive nei dintorni di Los Angeles ed è composta da Richard e Libby e dai loro due figli, Dylan e Nicky. Gli episodi affrontano in chiave da commedia argomenti seri quali l'infedeltà coniugale, l'indebitamento delle famiglie, l'alcolismo, la morte di un parente, e le incomprensioni sessuali. La serie non fa uso di risate registrate e musiche di sottofondo.

## Personaggi e interpreti
- Richard Chapin (13 episodi, 1980), interpretato da Beau Bridges.
- Libby Chapin (13 episodi, 1980), interpretato da Helen Shaver.
- Dylan Chapin (13 episodi, 1980), interpretato da Rossie Harris.
- Nicky Chapin (13 episodi, 1980), interpretato da Justin Dana.

### Guest star
Tra le guest star: Tracy Brooks Swope, Frances Lee McCain, Rita Gomez, Lawrence Pressman, Valorie Armstrong, Hope Clarke, Lola Mason, George Clifton, James O'Sullivan, John Lawlor.

## Produzione
La serie, ideata da Gary Markowitz, fu prodotta da OTP Productions. Le musiche furono composte da Jack Elliott.

### Registi
Tra i registi sono accreditati:
- Will Mackenzie

### Sceneggiatori
Tra gli sceneggiatori sono accreditati:
- Larry Gelbart in 7 episodi (1980)
- Gary Markowitz in 4 episodi (1980)
- Carol Gary in 2 episodi (1980)
- Cathy Gelbart in 2 episodi (1980)
- Everett Greenbaum in 2 episodi (1980)
- Tom Whedon in 2 episodi (1980)

## Distribuzione
La serie fu trasmessa negli Stati Uniti dall'11 marzo 1980 al 29 aprile 1980 sulla rete televisiva NBC. In Italia è stata trasmessa con il titolo Sorrisi e litigi.
Alcune delle uscite internazionali sono state:
- negli Stati Uniti l'11 marzo 1980 (United States)
- in Svezia il 12 gennaio 1981 (Gifta)
- in Italia (Sorrisi e litigi)

## Episodi
| Stagione       | Episodi | Prima TV USA |
| -------------- | ------- | ------------ |
| Prima stagione | 13      | 1980         |